# أقسام الكلام
أقسام الكلام أو أنواع الكلمة ينقسم الكلام في علم النحو إلى ثلاثة أقسام:
1. الاسم: ما دل على معنى في نفسه، ولم يقترن بزمن. نحو: سواك - كتاب - يحيى. ويكون إما مرفوع أو منصوب أو مجرور ولايكون مجزومًا.
2. الفعل: ما دل على معنى في نفسه، واقترن بزمن. نحو: قرأ - كتب - رمى. ويكون إما مرفوع أو منصوب أو مجزوم ولايكون مجرورًا.
3. الحرف: ما دل على معنى في غيره، وما سوى الاسم والفعل. نحو: أن - لم - لا النافية للجنس.

وَذَلِكَ لِأَنَّهُ يتألف إِمَّا من اسْمَيْنِ أَو من فعل وَاسم أَو من جملتين أَو من فعل واسمين أَو من فعل وَثَلَاثَة أَسمَاء أَو مِن فعل وَأَرْبَعَة أَسمَاء أما ائتلافه من اسْمَيْنِ فَلهُ أَربع صور إِحْدَأهمَا أَن يَكُونَا مُبْتَدأ وخبرا نَحْو زيد قَائِم وَالثَّانيَِة أَن يَكُونَا مُبْتَدأ وفاعلا سد مسد الْخَبَر نَحْو أقائم الزيدان وَإِنَّمَا جَازَ ذَلِك لِأَنَّهُ في قُوَّة قَوْلك أيقوم الزيدان وَذَلِكَ كَلَام تَامّ لَا حَاجَة لَهُ إِلَى شَيْء فَكَذَلِك هَذَا الثَّالِثَة أَن يكون مُبْتَدأ ونائبا عَن فَاعل سد مسد الْخَبَر نَحْو أمضروب الزيدان الرَّابِعَة أَن يَكُونَا اسْم فعل وفاعله نَحْو هَيْهَات العقيق فهيهات اسْم فعل وَهُوَ بِمَعْنى بعد والعقيق فَاعل بِهِ وَأما ائتلافه من فعل وَاسم فَلهُ صُورَتَانِ إِحْدَأهمَا أَن يكون الِاسْم فَاعِلا نَحْو قَامَ زيد وَالثَّانيَِة أَن يكون الِاسْم نَائِبا عَن الْفَاعِل.
قال ابن مالك في ألفيته:
وقال أبو عبد الله محمد بن آجروم عن الكلام: أقسامه ثلاثة: اسم، وفعل، وحرف.

## علامات الاسم
يمكن تمييز الاسم والاستدلال عليه بعلامات منها:
- قبول (الـ) للتعريف مثل: العلم – الفصل – المنزل – المدرسة – الشارع. فلا فعل يقبل تلك العلامة ولا حرف، وعليه فإن تلك العلامة هي التي تبين كون الكلمة اسمًا.شريطة أن تتأكد أن الـ التعريف هما للتعريف ليسا من أصل الكلمة فلا نقول: «التهم» اسم، بل هي فعل والـ ليست تعريفية وإنما همزة وصل حذفت همزتها وهي أساسية فلام الكلمة فإذا حذفت أصبحت “ تهم “ فتغير المعني وعليه ليست المقصودة.
- قبول النداء بكل صورة، مثل: يا سماءُ – يا أيها النبيُ ــ يا طالبَ العلمِ ـ يا رجلُ.
- قبول الجر وهو أنواع:

1. إما الجر بحرف من حروف الجر: (من – عن – إلى ـ على ـ في – ك – ل – ب)، مثل قوله تعالى «سُبْحَانَ الَّذِي أَسْرَىٰ بِعَبْدِهِ لَيْلًا مِّنَ الْمَسْجِدِ الْحَرَامِ إِلَى الْمَسْجِدِ الْأَقْصَى الَّذِي بَارَكْنَا حَوْلَهُ لِنُرِيَهُ مِنْ آيَاتِنَا ۚ إِنَّهُ هُوَ السَّمِيعُ الْبَصِيرُ».
2. إما بالإضافة بأن يضاف إلى معرفة، نحو: رب العالمين – رسول الله
3. أو بالتبعيّة (التوابع) (العطف والنعت والتوكيد والبدل). مثل: «بِسْمِ اللَّهِ الرَّحْمَٰنِ الرَّحِيمِ»

- التنوين: نون ساكنه زائدة تلحق آخر الاسم نطقاً لا كتابة لغير التوكيد، والتنوين له ستة أنواع.
- قبوله التاء المربوطة المتحركة، فهي لا تأتي إلا مع الاسم ولا تأتي مع الفعل ولا الحرف مثل: (شجرة ـ زهرة ـ طفلة ـ حديقة ـ معلمة ـ سيارة).
- الإسْنَادُ إليه (الإخبار عنه): الجملة الفعلية (فعل + فاعل)، كالتاء في ذهبت، فالتاء مسند إليه، والفعل (ذهب) مسند، وكما في الجملة الإسمية (مبتدأ+خبر) العلم نور فالمبتدأ (العلم) مسند إليه، ونور مسند. فإسناد الذهاب إلى التاء دليل على اسمية (التاء)، وإسناد النور الخبر إلى المبتدأ (العلم) دليل على اسميته.[5]

## علامات الفعل
للفعل عمومًا علامات عامة تميزه عن الاسم والحرف، وهذه العلامات العامة تنقسم إلى قسمين:
- علامات عامة تدخل على أنواع الفعل الثلاثة.
- علامات عامة تدخل على نوعين فقط من الأفعال.

العلامات العامة التي تدخل على أنواع الفعل الثلاثة
- نون التوكيد: فإن نون التوكيد تدخل على:

1. الفعل المضارع؛ نحو قوله تعالى: ﴿ لَنُخْرِجَنَّكَ يَا شُعَيْبُ ﴾ [الأعراف: 88]، وقوله سبحانه: ﴿ وَلَا تَحْسَبَنَّ الَّذِينَ قُتِلُوا فِي سَبِيلِ اللَّهِ أَمْوَاتًا ﴾ [آل عمران: 169].
2. الفعل الماضي؛ نحو قول النبي محمد: (فإما أدرَكَنَّ واحدٌ منكم الدجَّالَ)، ونحو قول الشاعر: دامَنَّ سعدُكِ لو رحمتِ مُتيمًا ♦♦♦ لولاكِ لم يَكُ للصبابةِ جانِحَا.
3. الفعل الأمر؛ نحو: اجتهدنَّ في طلب العلم الشرعي، واحرصنَّ على وقتك.

- نون النسوة: تدخل على:

1. الفعل المضارع؛ نحو قوله عز وجل: ﴿وَالْمُطَلَّقَاتُ يَتَرَبَّصْنَ بِأَنْفُسِهِنَّ ثَلَاثَةَ قُرُوءٍ﴾ [البقرة: 228]، وقوله: ﴿وَالْوَالِدَاتُ يُرْضِعْنَ أَوْلَادَهُنَّ حَوْلَيْنِ كَامِلَيْنِ لِمَنْ أَرَادَ أَنْ يُتِمَّ الرَّضَاعَةَ ﴾ [البقرة: 233]، وقوله: ﴿ وَأَنْ يَسْتَعْفِفْنَ خَيْرٌ لَهُنَّ ﴾ [النور: 60].
2. الفعل الماضي؛ نحو قوله الله: ﴿ فَلَمَّا رَأَيْنَهُ أَكْبَرْنَهُ وَقَطَّعْنَ أَيْدِيَهُنَّ وَقُلْنَ حَاشَ لِلَّهِ ﴾ [يوسف: 31]، وقوله: ﴿ فَإِنْ أَتَيْنَ بِفَاحِشَةٍ ﴾ [النساء: 25].
3. الفعل الأمر؛ نحو قوله الله: ﴿ وَقُلْنَ قَوْلًا مَعْرُوفًا وَقَرْنَ فِي بُيُوتِكُنَّ ﴾ [الأحزاب: 32، 33]، وقوله: ﴿ وَأَقِمْنَ الصَّلَاةَ وَآتِينَ الزَّكَاةَ وَأَطِعْنَ اللَّهَ وَرَسُولَهُ ﴾ [الأحزاب: 33].

العلامات العامة التي تدخل على نوعين فقط من الأفعال
هذه العلامات على قسمين:
- علامة مشتركة بين الفعل المضارع والفعل الأمر، وهي ياء المخاطبة، ومثالها:

1. مع الفعل المضارع: نحو قوله تعالى: ﴿ قَالُوا أَتَعْجَبِينَ مِنْ أَمْرِ اللَّهِ ﴾ [هود: 73]، وقوله : {فَانْظُرِي مَاذَا تَأْمُرِينَ} [النمل: 33]، وقول النبي محمد لعائشة: (تشتهين تنظرين؟).
2. مع الفعل الأمر: نحو قوله عز وجل: ﴿ يَا مَرْيَمُ اقْنُتِي لِرَبِّكِ وَاسْجُدِي وَارْكَعِي مَعَ الرَّاكِعِينَ ﴾ [آل عمران: 43]، وقوله سبحانه: ﴿ وَهُزِّي إِلَيْكِ بِجِذْعِ النَّخْلَةِ تُسَاقِطْ عَلَيْكِ رُطَبًا جَنِيًّا * فَكُلِي وَاشْرَبِي وَقَرِّي عَيْنًا ﴾ [مريم: 25، 26].

- علامة مشتركة بين الفعل الماضي والفعل المضارع، وهي (قد)، فـ (قد) تدخل على:

1. الفعلِ المضارع: ويكون لها حينئذٍ ثلاثةُ معانٍ؛ وهي: التحقيق؛ نحو قول الله: ﴿ قَدْ يَعْلَمُ اللَّهُ الْمُعَوِّقِينَ مِنْكُمْ ﴾ [الأحزاب: 18]. التقليل؛ نحو: قولك: قد ينجح الكسول. التكثير؛ نحو: قولك: قد ينجحُ المجتهد.
2. الفعلِ الماضي: ويكون لها حينئذٍ معنيانِ: التحقيق؛ نحو قول الله: ﴿ قَدْ أَفْلَحَ الْمُؤْمِنُونَ ﴾ [المؤمنون: 1]. التقريب؛ نحو قول مُقيمِ الصلاة: قد قامَتِ الصلاةُ.[6]

## وصلات خارجية
- الكلمة وأقسامها في اللغة العربية